# حريق هيرست

حريق هيرست (عرف في بدايته باسم حريق سيلمار) هو حريق هائل اندلع في منطقة سيلمار في مدينة لوس أنجلوس جنوبي ولاية كاليفورنيا. وهو واحد من سلسلة حرائق تعرف باسم حرائق جنوب كاليفورنيا التي اندلعت بسبب رياح سانتا آنا القوية للغاية، ولا تزال مستمرة منذ السابع من يناير 2025.